# MTV 1860 Altlandsberg
Der MTV 1860 Altlandsberg ist ein deutscher Sportverein aus Altlandsberg, der insbesondere durch seine Damen-Handballmannschaft bekannt geworden ist, die mehrere Spielzeiten in der 2. Bundesliga spielte.

## Geschichte
Der Verein wurde am 24. August 1860 von Theodor Frühauf als Männerturnverein gegründet und ist somit einer der ältesten Sportvereine in Brandenburg. Zu Anfang gab es nur die Abteilung Turnen im Verein. Erst Anfang des 20. Jahrhunderts wurde Laufen und Faustball in das Angebot aufgenommen. Das erste Großereignis fand 1862 statt, zu diesem kamen 200 Teilnehmer aus der Region. Nach dem Zweiten Weltkrieg wurde der Sportbetrieb unter dem Namen Grün-Weiß Altlandsberg wieder aufgenommen. Die nächste Umbenennung erfolgte 1950 in BSG Traktor Altlandsberg. Zu dieser Zeit waren es noch die männlichen Handballer, die für Erfolge sorgten. So gewann die männliche A-Jugend 1956 und 1957 die DDR-Vize-Meisterschaft. Die Männer spielten drei Jahre in der zweithöchsten Liga.
Der Verein hat zurzeit über 550 Mitglieder.
Nach der deutschen Einheit änderte man den Vereinsnamen in die Gründungsversion. Durch einen Irrtum platzierte man das Gründungsjahr nicht wie allgemein üblich an das Ende, sondern in die Mitte des Namens, so dass der Verein offiziell „Männer-Turn-Verein 1860 Altlandsberg e. V.“ heißt, wobei seit langem selbstverständlich auch Frauensport betrieben wird.
Der MTV hatte in seiner Anfangszeit unter dem Mangel eines geeigneten Turnraumes zu leiden. Deshalb war der Verein darauf angewiesen das Gastwirte ihre Säle dem Verein zur Verfügung stellten. Aus diesem Grunde regte sich früh der Wunsch eine eigene Turnhalle zu bauen, niemand ahnte das dies noch über 100 Jahre dauern sollte. Die Sportler errichteten 1956 eine beleuchtete Kleinfeldanlage, im „Grund“, die noch heute genutzt wird. 1982 wurde die Kleinturnhalle der Schule eingeweiht. Diese beiden Einrichtungen wurden 1997 instand gesetzt. 1999 wurde die Erlengrundhalle fertiggestellt.

## Abteilungen
Die größten Abteilungen sind: Handball, Fußball, Radsport, Basketball, Volleyball und Tischtennis.

## Handball
Den bisher größten Erfolg erreichten die weiblichen Handballerinnen. Sie stiegen 2007 von der Oberliga, über die Regionalliga direkt in die 2. Bundesliga auf. Dort konnten sie sich jedoch nicht halten und stiegen 2008 direkt wieder ab. 2010 gelang der erneute Aufstieg in die 2. Bundesliga, wo sie den zweiten Platz erreichten und damit das Aufstiegsrecht für die 1. Bundesliga hatten, welches der MTV aber ablehnte. Im selben Jahr konnten die Herren in die Oberliga Ostsee-Spree aufsteigen. Im Jahr 2012 stiegen die Damen in die 3. Liga ab. Im Jahr 2013 schafften auch die Herren den Aufstieg in die 3. Liga, so dass in der Saison 2013/14 sowohl die weiblichen als auch die männlichen Handballer in der 3. Liga spielten. 2014 stiegen die Männer als Tabellenletzter wieder in die Oberliga ab.
In der Saison 15/16 wurden die Frauen Tabellendritter in der 3. Liga und in der Saison 16/17 war die Zielvorgabe der Aufstieg in die 2. Bundesliga, welche aber mit einem erneuten dritten Platz nicht verwirklicht werden konnte.
Am 19. Mai 2019 zogen die Damen, die bis zu diesem Zeitpunkt in der 3. Liga gemeldet waren, ihre Meldung in der genannten Liga zurück. Somit spielen die MTV-Handball-Damen nun in der Oberliga Ostsee-Spree. Diese Entscheidung wurde vom Vorstand getroffen, aufgrund nicht gegebener strukturellen, personellen und finanziellen Voraussetzungen.

### Erfolge in der Jugend (Teil)
| Jahr | Altersklasse/Erfolg                                                            |
| ---- | ------------------------------------------------------------------------------ |
| 1956 | männliche A-Jugend: DDR-Vizemeister                                            |
| 1957 | männliche A-Jugend: DDR-Vizemeister                                            |
| 2002 | weibliche B-Jugend: NOHV-Pokal                                                 |
| 2014 | männliche A-Jugend: Aufstieg in Brandenburgliga                                |
| 2015 | männliche B-Jugend: Aufstieg in Brandenburgliga                                |
| 2016 | männliche A-Jugend: Pokalgewinn in Spielbezirk D                               |
| 2017 | männliche A-Jugend: Pokalgewinn in Spielbezirk D.                              |
| 2018 | weibliche A-Jugend: Oberliga-Aufstieg in Ostsee-Spree                          |
| 2018 | weibliche C-Jugend: Aufstieg in Brandenburgliga, Pokalgewinn in Spielbezirk D. |

## Bekannte Persönlichkeiten
- Klaus-Jürgen Jahn (Ehrenvorsitzender)
- Katarina Pavlović
- Elaine Rode
- Jennifer Rode
- Joanna Rode
- Eric Sindermann
- Bianca Trumpf
- Manon Vernay